# Hat Head National Park
Hat Head National Park är en park i Australien. Den ligger i delstaten New South Wales, i den sydöstra delen av landet, omkring 350 kilometer nordost om delstatshuvudstaden Sydney. Hat Head National Park ligger 30 meter över havet. Arean är 74 kvadratkilometer.
Närmaste större samhälle är Kempsey, omkring 18 kilometer väster om Hat Head National Park. Genomsnittlig årsnederbörd är 1 608 millimeter. Den regnigaste månaden är februari, med i genomsnitt 287 mm nederbörd, och den torraste är september, med 37 mm nederbörd.